# Chanty-Mansijsk
Chanty-Mansijsk (ryska Ха́нты-Манси́йск) är huvudort för det autonoma okruget Chantien-Mansien i Ryssland. Folkmängden uppgår till cirka 95 000 invånare. Staden ligger vid floden Irtysj i Sibirien, cirka 200 mil nordost om Moskva.

## Sport
I Chanty-Mansijsk ligger skidskytteanläggningen Nordiska skidcentret. Där hålls världscuptävlingar nästan varje säsong och världsmästerskapen i skidskytte har anordnats där tre gånger; 2003, 2010, och 2011.
År 2010 spelades schack-OS i Chanty-Mansijsk. I staden finns hockeyklubben HK Jugra Chanty-Mansijsk som spelade i KHL.

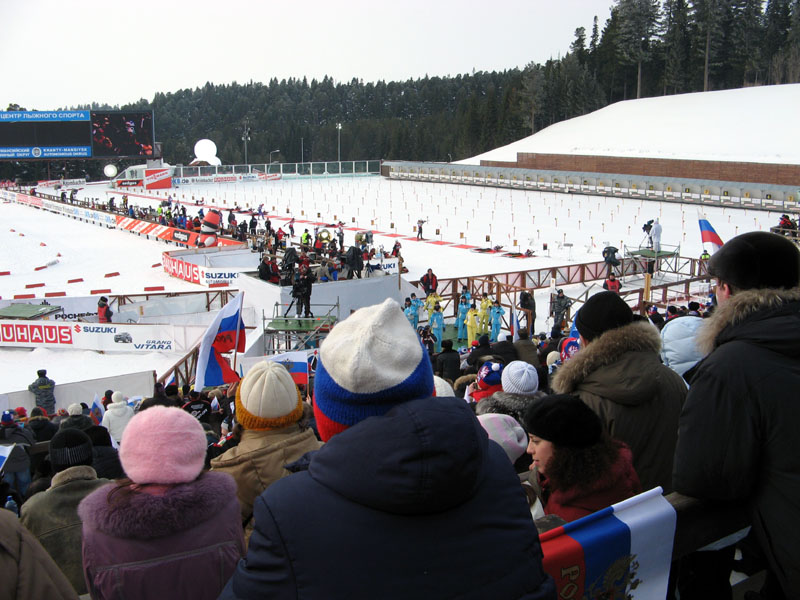
Skidskytteanläggningen.

## Klimat
Klimatet är kallt på vintern, runt -16 °C i medeltal mitt på dagen i januari, så skidskyttetävlingar arrangeras helst senare under vintern. Sommaren är varmare, runt 23 °C i medeltal mitt på dagen i juli. Det regnar inte så mycket, runt 550 mm per år.